# Пустынь (Каменский район)
Пустынь — село в Каменском районе Пензенской области Российской Федерации, входит в состав Покрово-Арчадинского сельсовета.

## География
Село находится на берегу реки Арчада в 3 км на северо-восток от центра сельсовета села Покровская Арчада и в 35 км на юго-восток от райцентра  Каменки.

## История
Основано в 1790-е гг. государственными крестьянами как д. Пустынка, Хутор тож, переселенцами из с. Пустынь Пачелмского района. Земля площадью 8826 десятин была предоставлена решением Правительствующего Сената. Ее границы определялись: на левой стороне оврага Разсоши, по обе стороны р. Арчады и ее 19-ти отвершков, по речке Юнгины (Юнга) и ее 17-ти отвершков, по оврагу Крутому, отвершкам Волчьему,  Светлому, Тюриному Омуту, Светлому-2 и Пузыреву. В 1875 г. построена деревянная церковь во имя Покрова Пресвятой Богородицы. В 1877 г. – Арчадинско-Покровской волости Пензенского уезда, 108 дворов, церковь, земская школа (открыта в 1872 г.). В 1896 г. продолжало работать земское училище. В 1911 г. – село Покровско-Арчадинской волости Пензенского уезда, одна община, 255 дворов, земская школа, церковь, 15 ветряных мельниц, 3 шерсточесалки, 4 валяльных и одно овчинное заведения, 6 кузниц, 2 кирпичных сарая, 6 лавок.
С 1932 года село являлось центром сельсовета Телегинского района Средневолжского края (с 1939 года — в составе Пензенской области). В 1955 г. – центр сельсовета Телегинского района, центральная усадьба колхоза «Заветы Ильича». С 1959 года в составе Каменского района. Решением Пензенского облисполкома от 17.9.1975 г. в черту села включена д. Городок. В 1980-е годы в составе Покрово-Арчадинского сельсовета.
До 2011 года в селе действовала основная общеобразовательная школа.

## Население
| 1864 | 1877 | 1897  | 1911  | 1926  | 1930  | 1939  |
| ---- | ---- | ----- | ----- | ----- | ----- | ----- |
| 235  | ↗902 | ↗1384 | ↗1931 | ↗2227 | ↘2104 | ↘1436 |
| 1959 | 1979 | 1989  | 1996  | 2002  | 2010  |       |
| ↘867 | ↘632 | ↘545  | ↗561  | ↘528  | ↘490  |       |

## Инфраструктура
В селе имеются фельдшерско-акушерский пункт, отделение почтовой связи.

## Достопримечательности
В селе расположена действующая Церковь Покрова Пресвятой Богородицы (2012).